# Lost (canção de Bring Me the Horizon)
"Lost" (estilizado como "LosT") é uma canção da banda de rock britânica Bring Me the Horizon. Produzida por Zakk Cervini e Evil Twin, foi lançada em 4 de maio de 2023 como o terceiro single de Post Human: Nex Gen.

## Promoção e lançamento
Em fevereiro de 2023, o baterista Matt Nicholls revelou durante uma entrevista ao Impericon que a banda havia escrito e gravado novo material para seu tão aguardado segundo Post Human, em seu estúdio embutido na parte de trás de seu ônibus durante sua turnê norte-americana em setembro e outubro de 2022, dizendo que esperava que um novo single fosse lançado "muito em breve". No final de março de 2023, a banda lançou uma série episódica no YouTube de sua turnê europeia de fevereiro de 2023 que também apresentou novas músicas, com cortes de várias novas canções sendo exibidos ao longo da série. Em 19 de abril, após o término da série, a banda lançou um teaser nas redes sociais e anunciou um novo single intitulado "Lost", com lançamento previsto para 4 de maio de 2023. No dia do lançamento, a música estreou mundialmente durante o segmento da BBC Radio 1 "Hottest Record of the Day" com Clara Amfo.

## Composição e temas
"Lost" foi descrita pelos críticos como pop punk, emo pop, hyperpop, pop rock, e uma canção de rock alternativo. A música foi escrita pelo vocalista principal da banda Oliver Sykes, o tecladista Jordan Fish, guitarrista Lee Malia, baixista Matt Kean e baterista Matt Nicholls, e produzida por Zakk Cervini e Evil Twin. "Lost" lida com temas de depressão, abuso de drogas e suicídio. A música mostra como alguém que sente que seus remédios psiquiátricos "não estão fazendo nada", conforme inferido pela letra. Muitos críticos notaram como "Lost" foi inspirado por My Chemical Romance, que Sykes também citou como uma das principais inspirações por trás da faixa, assim como The Strokes.
Ao conversar com Clara Amfo na BBC Radio 1, Sykes explicou como se sentiu animado em lançar "Lost" em comparação com o single anterior "Strangers":

"Não quero soar negativo, mas ["Strangers"] foi o que menos me empolgou em lançar uma música, só porque ainda não parecia o tipo de música que eu queria que o mundo ouvisse, acho que ["Lost"] encapsula exatamente como eu imagino que este próximo álbum ou EP ou como você prefere chamá-lo, vai soar, é uma representação muito boa de como eu imagino que este álbum seja."
Sykes também acrescentou mais tarde que sentiu que a música era "mais honesta" e a comparou a uma sessão de terapia consigo mesmo. Em entrevista à Kerrang!, Fish explicou por que a banda escolheu "Lost" como o terceiro single de Post Human: Nex Gen.

"Normalmente, nos singles, procuramos algo que ajude as pessoas que não necessariamente gostam da nossa banda – ou não a conhecem – a se envolver com ela. Isso é parte do motivo, eu sei que não é particularmente artístico, mas músicas cativantes acabam sendo singles. Comparado com "Die4U" e "Strangers", é um sentimento muito emo. Esse é um dos temas do álbum musicalmente, vai um pouco mais lá em comparação com os outros dois. É um pouco mais divertido e otimista em comparação com outras músicas que fizemos. Tanto "Die4U" quanto "Strangers" são mais como baladas, então fazer algo um pouco mais animado e divertido foi legal. Era isso ou fazer algo um pouco mais pesado, e temos algumas coisas mais pesadas vindo no resto do álbum, então parecia uma coisa boa lançar agora. Veremos se acertamos!"

## Videoclipe
O videoclipe de "Lost" foi lançado uma hora após o lançamento do single, em 4 de maio de 2023, dirigido por Jensen Noen e o vocalista Sykes. Foi filmado em Los Angeles, Califórnia.
O vídeo se passa dentro de um hospital onde Sykes interpreta um paciente que fica furioso, depois de quase passar por uma cirurgia no cérebro. O vídeo mostra muitos visuais de violência e derramamento de sangue, o que resultou na restrição de idade da música no YouTube. "Lost" foi filmado ao longo de três dias e também apresenta uma participação especial de Thomas Ian Nicholas da série de filmes American Pie. Nicholas foi convidado para a filmagem por ser amigo de um dos produtores, fazendo questão de participar do vídeo. Sykes explicou que inicialmente não percebeu a aparição, apenas o reconhecendo quando ele apareceu para a gravação do vídeo e disse: "Espere um minuto, aquele é o Kevin do American Pie?", mais tarde referindo-se à participação dele como "pura sorte".
Em entrevista ao Promonews, Noen explicou como foi trabalhar com Sykes no videoclipe:

"Este é um marco muito importante para mim particularmente, trabalhar com o artista que sou fã desde 2009. A banda cresceu, evoluiu e mudou diante dos meus olhos ao longo da minha vida e sempre foi uma das poucas bandas no mundo além respeitadas por mim, por ultrapassar os limites da música pesada e consistentemente criar algo novo e único. Ter a oportunidade de conhecer e trabalhar com Oli Sykes e testemunhar como ele se preocupa com cada detalhe, seu perfeccionismo e sua criatividade foi verdadeiramente inspirador. Sou muito grato não apenas pela oportunidade de trabalharmos juntos, mas também pela chance de tentar algo novo e sair da minha 'zona de conforto' criativa."

## Créditos
Créditos adaptados do Tidal.
Bring Me The Horizon
- Oliver Sykes – vocais principais, composição, letras
- Lee Malia – guitarras, composição, letras
- Jordan Fish – teclados, programação, percussão, backing vocals, engenharia, composição, letras
- Matt Kean – baixo, composição, letras
- Matt Nicholls – bateria, composição, letras

Músicos adicionais
- Zakk Cervini – produção, mixagem, masterização, programação
- Evil Twin – produção
- Nik Trekov – assistente de produção

## Paradas
| Parada (2023)                                 | Posição de pico |
| --------------------------------------------- | --------------- |
| Australia New Music (ARIA)                    | 19              |
| Áustria (Ö3 Austria Top 40)                   | 58              |
| Canada Digital Songs (Billboard)              | 38              |
| Germany Rock Airplay (Official German Charts) | 22              |
| New Zealand Hot Singles (RMNZ)                | 10              |
| UK Singles Chart (OCC)                        | 29              |
| UK Rock Chart (OCC)                           | 1               |
| US Hot Rock & Alternative Songs (Billboard)   | 22              |